# یوکان (شیرینی)
یوکان (به ژاپنی: 羊羹 Youkan)، یکی از انواع واگاشی یا شیرینی سنتی ژاپنی است. این شیرینی دارای سه نوع یوکان بخارپز، یوکان خمیری و یوکان آبی است. یوکان از دوره کاماکورا تا دوره موروماچی از چین به آیین سانگا وارد شده است.

## انواع
هیسویی کان: به معنی تحت‌الفظی «کان یشم سبز» نوعی یوکان به رنگ سبز است که مواد آن را آگار (از نوع جامد و سفت)، شکر، کوزوکو، ماچا و آب تشکیل می‌دهند.